# فيرنون (كولومبيا البريطانية)
فيرنون (بالإنجليزية: Vernon)‏ هي مدينة كندية تقع في مقاطعة كولومبيا البريطانية. تبلغ مساحة هذه المدينة 94.2003 (كم²)، ويبلغ عدد سكانها 35944 نسمة حسب إحصاء سنة 2006 م، بينما كان يسكنها 33542 نسمة في سنة 2001 م. تحتل هذه المدينة المرتبة رقم 116 بين مدن كندا حسب عدد السكان والمرتبة رقم 22 في المقاطعة. نما عدد السكان في هذه المدينة بنسبة (7.2) بين العامين المذكورين.

## توأمة
لفيرنون (كولومبيا البريطانية) اتفاقيات توأمة مع:
- موديستو

## أعلام
- اريك بروير
- لاري كونغ
- هارولد باركلي
- تشارلز ويليام مورو
- فاسيك بوسبيسيل
- ليال هانسون
- كين هولاند
- روب بويد

## وصلات خارجية
- الأطلس الحكومي لكندا
- إحصاءات كندا مع ساعة تعداد السكان